# Steatoda ulleungensis
Steatoda ulleungensis là một loài nhện trong họ Theridiidae.
Loài này thuộc chi Steatoda. Steatoda ulleungensis được Kap Yong Paik miêu tả năm 1995.